# Dr. Octagonecologyst
Albums de Kool Keith
Sex Style
(1997)
Singles
1. Earth People
Sortie : 1995
2. 3000
Sortie : 1996
3. Blue Flowers
Sortie : 1996

Dr. Octagonecologyst est le premier album studio de Kool Keith (sous le pseudonyme Dr. Octagon), sorti le 6 mai 1996.

## Contenu
Odyssée d'un gynécologue de l'an 3000, obsédé sexuel, l'album est construit sur des effets électroniques glaciaux et des samples malsains qui déroutent la communauté hip-hop. Il fait partie des 1001 albums qu'il faut avoir écoutés dans sa vie.

## Liste des titres
Tous les titres sont produits par Dan the Automator, à l'exception de Technical Difficulties et Dr. Octagon, produits par KutMasta Kurt.
| 1.  | Intro                                                                                        | Nakamura                       | Lonely Jelly de Moody | 1:16  |
| 2.  | 3000                                                                                         | Thornton, Nakamura             | E.V.A. de Jean-Jacques Perrey Consciousness de Pat Martino AJ Scratch de Kurtis Blow | 3:20  |
| 3.  | I Got to Tell You                                                                            | Thornton, Nakamura             | Canon in D Major de Johann Pachelbel Time and Place de Lee Moses | 0:48  |
| 4.  | Earth People                                                                                 | Thornton, Nakamura             | Friends de Whodini Bait des Ultramagnetic MC's | 4:58  |
| 5.  | No Awareness                                                                                 | Thornton, Nakamura, Collington | Beautiful Woman de Larry Coryell Mentally Mad (Original 12" Version) des Ultramagnetic MC's | 4:25  |
| 6.  | Technical Difficulties                                                                       | Thornton, Matlin               | Doggone de Love Please Stand By de Don Pardo Etrange No. 3 (The Twilight Zone Theme) de Marius Constant | 2:57  |
| 7.  | General Hospital                                                                             | Nakamura                       | | 0:26  |
| 8.  | Blue Flowers                                                                                 | Thornton, Nakamura             | Violin Concerto No. 2 de Béla Bartók The Robots de Kraftwerk Bumpin' Bus Stop de Thunder and Lightning | 3:17  |
| 9.  | A Visit to the Gynecologyst                                                                  | Nakamura                       | Synthetic Substitution de Melvin Bliss Aquarius de James Last Beats to the Rhyme de Run–DMC | 2:20  |
| 10. | Bear Witness                                                                                 | Thornton, Nakamura             | Breeze & Soul de Kool & The Gang Turbulence d'Eddie Harris Urban Sound Surgeon de 4-ever Fresh Hot Pants de James Brown Funky des Ultramagnetic MC's Triple Threat des Z-3 MC's Change the Beat (Female Version) de Beside | 3:00  |
| 11. | Dr. Octagon                                                                                  | Thornton, Matlin, Collington   | The Creeper du Young-Holt Unlimited Return of the Jedi Read-Along Part 1 de Buena Vista Records et Chuck Riley | 4:37  |
| 12. | Girl Let Me Touch You                                                                        | Thornton, Nakamura             | Strictly for the Ladies de Lord Finesse et DJ Mike Smooth Kitty With the Bent Frame de Quincy Jones (Don't Want No) Woman de Lee Michaels                                                                                  | 3:40  |
| 13. | I'm Destructive                                                                              | Thornton, Nakamura             | Shack Up de Banbarra Defiling the Grave d'Impetigo | 3:25  |
| 14. | Wild and Crazy                                                                               | Thornton, Nakamura             | Synthetic Substitution de Melvin Bliss Mickey's Monkey des Miracles M.C.'s Ultra (Part II) des Ultramagnetic MC's Watch Me Now des Ultramagnetic MC's                                                                      | 4:27  |
| 15. | Elective Surgery                                                                             | Thornton, Nakamura             | | 0:52  |
| 16. | On Production                                                                                | Thornton, Nakamura, Collington | | 2:45  |
| 17. | Biology 101                                                                                  | Thornton, Nakamura, Collington | | 5:01  |
| 18. | Earth People (Earth Planet Mix)                                                              | Thornton, Nakamura             | | 4:42  |
| 19. | Waiting List (DJ Shadow/Automator Mix) (Contient le morceau caché halfsharkalligatorhalfman) | Thornton, Nakamura             | C'est la chanson de mon amour de Paul Mauriat Is Anyone There d'Hookfoot | 11:35 |

| 1.  | Intro                                  | Nakamura                       | | 1:16 |
| 2.  | 3000                                   | Thornton, Nakamura             | | 3:20 |
| 3.  | I Got to Tell You                      | Thornton, Nakamura             | | 0:48 |
| 4.  | Earth People                           | Thornton, Nakamura             | | 4:58 |
| 5.  | No Awareness                           | Thornton, Nakamura, Collington | | 4:25 |
| 6.  | Real Raw                               | Thornton, Nakamura             | Hot Wind de Les Baxter Rampage Outta Control de Raw Breed, Kool Keith, Grandmaster Melle Mel et Godfather Don Buffalo Gals de Malcolm McLaren | 5:35 |
| 7.  | General Hospital                       | Nakamura                       | | 0:26 |
| 8.  | Blue Flowers                           | Thornton, Nakamura             | | 3:17 |
| 9.  | Technical Difficulties                 | Thornton, Matlin               | | 2:57 |
| 10. | A Visit to the Gynecologyst            | Nakamura                       | | 2:20 |
| 11. | Bear Witness                           | Thornton, Nakamura             | | 3:00 |
| 12. | Dr. Octagon                            | Thornton, Matlin, Collington   | | 4:37 |
| 13. | Girl Let Me Touch You                  | Thornton, Nakamura             | | 3:40 |
| 14. | I'm Destructive                        | Thornton, Nakamura             | | 3:25 |
| 15. | Wild and Crazy                         | Thornton, Nakamura             | | 4:27 |
| 16. | Elective Surgery                       | Thornton, Nakamura             | | 0:52 |
| 17. | halfsharkalligatorhalfman              | Thornton, Nakamura             | | 4:29 |
| 18. | Blue Flowers Revisited                 | Thornton, Nakamura             | | 4:15 |
| 19. | Waiting List (DJ Shadow/Automator Mix) | Thornton, Nakamura             | | 5:09 |
| 20. | 1977                                   | Thornton, Nakamura             | Do the Funky Penguin de Rufus Thomas | 2:24 |

## Musiciens
- Kool Keith : voix
- Andy Boy : guitare
- Phil Bright : basse, guitare
- C-Note : orgue
- Joe des Cee : voix
- DJ Q-Bert : scratching, DJ
- Whoolio E. Glacias : orgue
- Sweet-P : vox organa
- Dan Nakamura (Dan the Automator) : mixage